# Кашыкбай
Кашыкбай (каз. Қашықбай) — озеро в Карабалыкском районе Костанайской области Казахстана. Находится в 12 км к северо-востоку от ж. д. ст. Босколь и в 1 км к востоку от села Аккудук.
По данным топографической съёмки 1943 года, площадь поверхности озера составляет 4,08 км². Наибольшая длина озера — 2,5 км, наибольшая ширина — 2,1 км. Длина береговой линии составляет 7,8 км, развитие береговой линии — 1. Озеро расположено на высоте 229 м над уровнем моря.